# Maram Corona
La Maram Corona è una struttura geologica della superficie di Venere.